# The Oddfather (альбом Gucci Mane)
The Oddfather — дванадцятий студійний альбом американського репера Gucci Mane, виданий 28 липня 2014 р. Основний продюсер: C4. Є третьою платівкою підряд, на час виходу якої виконавець перебував за ґратами.
Gucci анонсував альбом 22 червня. Інтро записано у в'язниці на телефон. Назва й обкладинка покликаються на стрічку «Хрещений батько». За словами репера, платівка вийшла у день чергового слухання його справи у суді.

## Список пісень
| #   | Назва                                                  | Продюсер(и)             | Тривалість |
| --- | ------------------------------------------------------ | ----------------------- | ---------- |
| 1.  | «Oddfather Intro (From the Inside)»                    | C4                      | 1:47       |
| 2.  | «Gunnin»                                               | C4                      | 3:01       |
| 3.  | «Kick Door» (з участю OJ da Juiceman)                  | C4, Da Honorable C Note | 3:30       |
| 4.  | «Brick n a Brick» (з участю Blaze Servin)              | C4                      | 3:30       |
| 5.  | «Flight Risk» (з участю Young Thug та Young Scooter)   | C4                      | 3:31       |
| 6.  | «Trap on Wheels» (з участю Young Scooter)              | C4, DJ Spinz            | 3:50       |
| 7.  | «P.A.M.»                                               | C4                      | 3:10       |
| 8.  | «Tore Up»                                              | C4, DJ Spinz            | 3:44       |
| 9.  | «Bossed Up» (з участю Young Thug та Keyshia Ka'oir)    |                         | 3:48       |
| 10. | «Wednesday»                                            |                         | 2:12       |
| 11. | «Rgiii» (з участю OJ da Juiceman)                      |                         | 4:21       |
| 12. | «Birdies» (з участю PeeWee Longway)                    | C4                      | 2:07       |
| 13. | «Say That Then»                                        | C4                      | 3:12       |
| 14. | «That’s How We Rocking Remix» (з участю Young Scooter) | C4                      | 2:59       |
| 15. | «Roll One» (з участю Rich Homie Quan)                  | C4, DJ Spinz            | 3:25       |

## Чартові позиції
| Чарт (2014)               | Найвища позиція |
| ------------------------- | --------------- |
| US Independent Albums     | 36              |
| US Rap Albums             | 15              |
| US Top R&B/Hip-Hop Albums | 29              |